# Acrobasis legatea
Acrobasis legatea is een vlinder uit de familie snuitmotten (Pyralidae). De wetenschappelijke naam is voor het eerst geldig gepubliceerd in 1811 door Haworth.
De soort komt voor in Europa.